# Ophiogomphus smithi
Ophiogomphus smithi – gatunek ważki z rodziny gadziogłówkowatych (Gomphidae). Występuje na terenie Ameryki Północnej.